# New World Order
New World Order, prescurtat  nWo, a fost un grup din wrestling. El a fost format inițial din Hulk Hogan și The Outsiders (Scott Hall și Kevin Nash).
A debutat pe 7 iulie 1996 în celebra World Championship Wrestling cu gimmick-ul unui grup de luptători anarhiști (unii fără contract cu promoția, invadatori precum Hall și Nash) care urmăreau preluarea ostilă și controlul WCW-ului. nWo a fost cea mai influentă forță de la mijlocul până la sfârșitul anilor '90. 
Este una din cele mai de succes povești din istoria wrestlingului profesionist și a început odată cu transformarea ticăloasă în "heel" a lui Hulk Hogan. Grupul a dominat programul WCW până la preluarea promoției de Vince McMahon. Cea mai importantă feudă au avut-o cu Sting. Neînțelegerile dintre membri au condus în mai 1998 la formarea facțiunii nWo Wolfpac, grup format de Kevin Nash, "Macho Man" Randy Savage și Konnan, și urmat ulterior și de alții printre care și Lex Luger și Sting. Iar grupul inițial s-a redenumit nWo Hollywood. Această ordine WCW a continuat doar până la Fingerpoke of Doom din ianuarie 1999, când liderii celor două grupuri Hogan și Nash s-au reunit. 
New World Order a continuat și în WWF/WWE începând o feudă cu Stone Cold Steve Austin și The Rock. Grupul a fost desființat oficial în 2002 și de atunci nu a mai fost văzut ca și competitor official (Heel). În 2020, Hulk Hogan, Kevin Nash, Scott Hall și Sean Waltman au intrat în WWE Hall of Fame.

## Membri notabili

### World Championship Wrestling
nWo (1996–1998)
- Hulk Hogan
- Kevin Nash
- Scott Hall
- Eric Bischoff
- Randy Savage
- Scott Steiner
- The Giant
- Konnan
- Syxx
- Buff Bagwell
- Curt Hennig
- Fake Sting
- Ted DiBiase

nWo Hollywood (1998–1999)
- Hulk Hogan
- Scott Hall
- Eric Bischoff
- Scott Steiner
- The Giant
- Konnan
- Syxx
- Buff Bagwell
- Fake Sting
- Bret Hart
- Dennis Rodman

nWo Wolfpac (1998–1999)
- Kevin Nash
- Randy Savage
- Konnan
- Lex Luger
- Sting

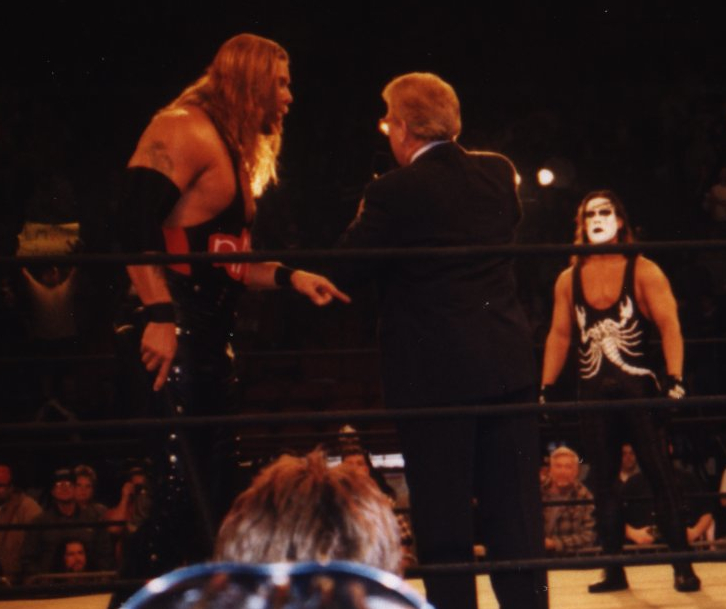
Sting s-a razboit cu nWo in WCW.

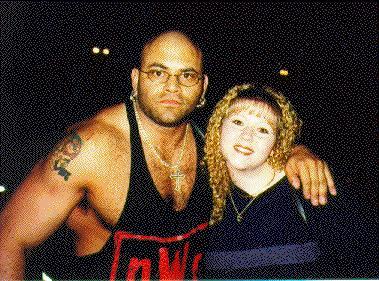
Wrestlerul si rapperul Konnan a fost si membru al nWo Wolfpac.

- Scott Hall (intra abia in noiembrie 1998 dupa excluderea din nWo Hollywood)

nWo Elite (1999)
- Hulk Hogan
- Kevin Nash
- Scott Hall
- Eric Bischoff
- Scott Steiner
- Rick Steiner
- Buff Bagwell
- Lex Luger

nWo 2000 (1999–2000)
- Bret Hart
- Jeff Jarrett
- Kevin Nash
- Scott Hall
- Scott Steiner

### World Wrestling Federation/World Wrestling Entertainment

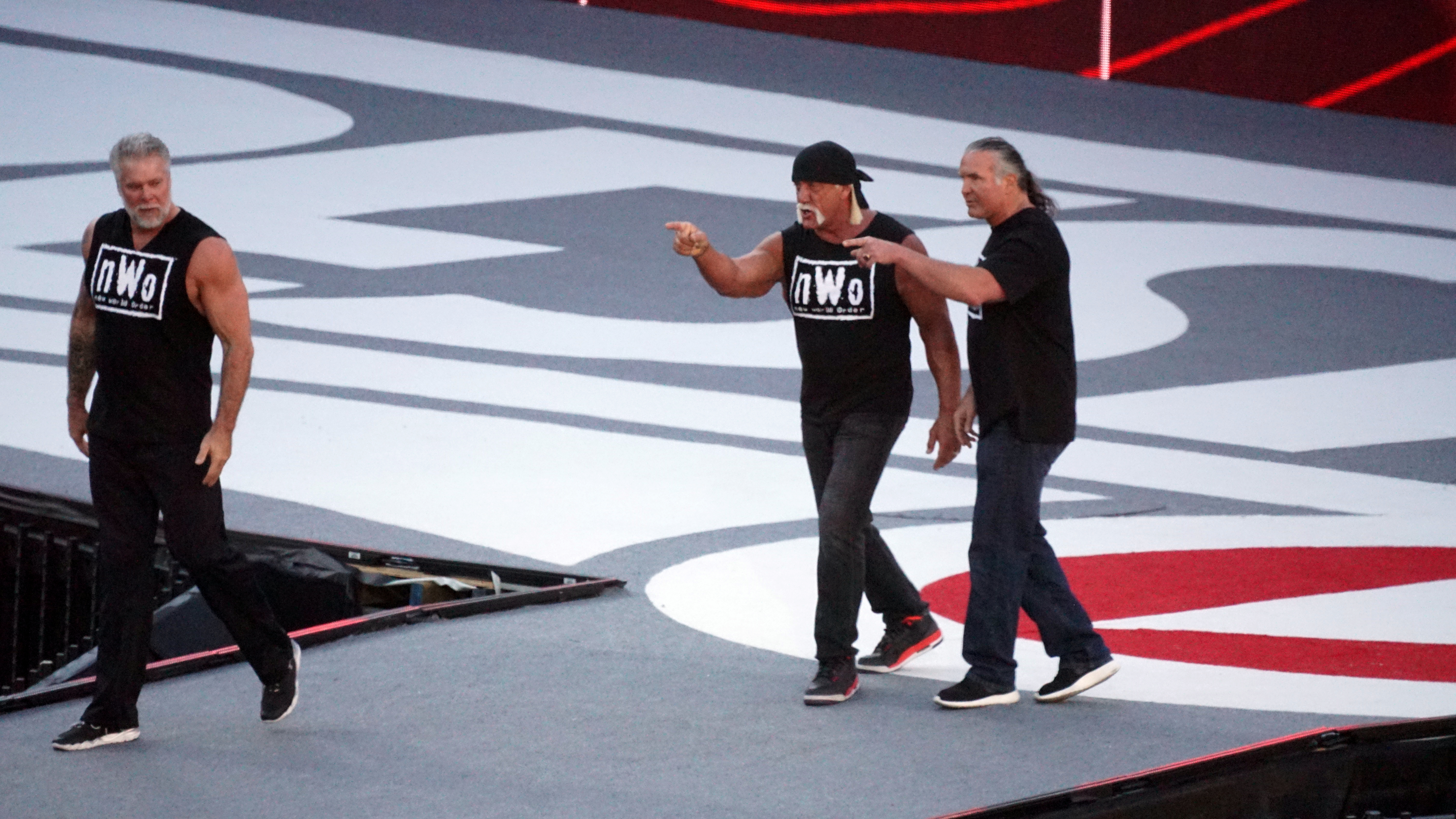
nWo (Nash, Hogan si Hall) la WrestleMania 31 in 2015

First
- Hollywood Hulk Hogan
- Kevin Nash
- Scott Hall

Second
- Scott Hall
- Kevin Nash
- X-Pac

Third
- Scott Hall
- X-Pac
- Big Show

Fourth
- X-Pac
- Big Show

Fifth
- X-Pac
- Big Show
- Booker T

Sixth
- Shawn Michaels
- Kevin Nash
- X-Pac
- Big Show